# Avril 1905

## Événements
- 1er avril : à l’instigation de l’Allemagne, le sultan Abd al-Aziz du Maroc demande la convocation d’une conférence internationale sur le Maroc.
- 4 avril : un tremblement de terre de magnitude 7.5 fait 19 000 victimes à Kangra en Inde.
- 14 - 17 avril, France : troubles de Limoges : les ouvriers porcelainiers (entre autres), ne supportant pas leurs conditions de travail se mettent en grève. Le bilan sera de un mort.
- 18 avril : grèves en Pologne.
- 23 - 26 avril, France : fondation du parti socialiste SFIO (Section française de l’Internationale ouvrière) sous la direction de Jean Jaurès, qui unifie les différents partis socialistes.
- 25 - 30 avril : congrès bolchevik à Londres, conférence menchevik à Genève. Les bolcheviks se prononcent en faveur de l’insurrection.
- 27 avril : en Belgique, ouverture de l'Exposition universelle de Liège.
- 30 avril, Russie : liberté religieuse.

## Naissances
- 1er avril : Gaston Eyskens, homme politique belge († 3 janvier 1988).
- 2 avril : Serge Lifar, danseur français d'origine ukrainienne († 15 décembre 1986).
- 3 avril : Georges Lemaire, coureur cycliste belge († 29 septembre 1933).
- 16 avril : Paul-Pierre Philippe, cardinal français de la curie romaine († 9 avril 1984).
- 18 avril : Pierre Wigny, homme politique belge († 21 septembre 1986).
- 26 avril : Jean Vigo, cinéaste français († 5 octobre 1934).
- 30 avril : John Peters Humphrey, avocat et rédacteur de la Déclaration universelle des droits de l'homme († 14 mars 1995).

## Décès
- 4 avril : Constantin Meunier, peintre et sculpteur belge (° 12 avril 1831).
- 6 avril : Henry Benedict Medlicott, géologue britannique.
- 23 avril : Gédéon Ouimet, premier ministre du Québec.
- 24 avril : Jules-Paul Tardivel, journaliste.